# Атеев, Алексей Григорьевич
Алексе́й Григо́рьевич Ате́ев (12 августа 1953, Магнитогорск — 23 февраля 2011) — российский писатель-фантаст, филолог и журналист, корреспондент, редактор; автор мистических детективов. Член Союза журналистов России и Союза писателей России. Жил в Магнитогорске.

## Биография
Родился в семье инженера-прокатчика Евгения Соломоновича Шнитмана и Елизаветы Евгеньевны Атеевой.
Учился в магнитогорской средней школе № 51 (1960—1970). По окончании средней школы работал на различных предприятиях Магнитогорска — был санитаром, лесником, нагревальщиком металла на Магнитогорском металлургическом комбинате. В 1979—1984 годы учился в Магнитогорском государственном педагогическом институте по специальности «филология».
В 1984—2004 работал в редакции газеты «Магнитогорский рабочий», где прошёл путь от корреспондента до заместителя главного редактора.
Скончался 23 февраля 2011 года. Похоронен на Левобережном кладбище Магнитогорска.

## Литературная деятельность
Основные работы — в жанре магического реализма и в мистико-приключенческом детективном жанре.
Первая литературная публикация состоялась в 1990 году: под псевдонимом «Аркадий Бутырский» на страницах газеты «Магнитогорский рабочий» опубликован роман «Загадка старого кладбища». В начале 1990-х годов роман перепечатывался российскими провинциальными изданиями только по официальному договору с Атеевым не менее десяти раз, были также многочисленные неофициальные перепечатки.
В 1991 году в майском номере журнала «Смена» опубликован рассказ «Сеть». В 1995 году в московском издательстве «ВиМ» вышла первая книга — «Загадка старого кладбища». С 1997 года сотрудничал с издательством «Эксмо»: в серии «Русский бестселлер» вышли романы «Пригоршня тьмы» и «Чёрное дело» (1997), «Бешеный», «Солнце мёртвых» (1998), «Кровавый шабаш», «Скорпион нападает первым» (1999).
В 2001 году вступил в Союз писателей России. В 2002 году рукопись романа «Псы Вавилона» удостоена диплома Литературного конкурса имени К. М. Нефедьева. В том же году роман издаётся в серии «Король ужасов» издательства «Эксмо», кроме того, в ней переиздаются книги «Солнце мёртвых» и «Чёрное дело».
В 2003 году в серии «Русская мистика» издательства «Эксмо» выходят книги «Карты Люцифера», «Молот ведьм», «Русский Дракула» и «Серебряная пуля».
В 2004 году стал номинантом Харьковского международного фестиваля фантастики «Звёздный мост-2004» в номинации «Крупная форма» за романы «Девятая жизнь нечисти» и «Карты Люцифера». В том же году в серии «Русская мистика» издательства «Эксмо» выходит книга «Девятая жизнь нечисти. Мара». В 2005 в серии «Наша мистика» издательства «Эксмо» выходят книги «Город теней», «Код розенкрейцеров», «Обречённый пророк» и переиздаётся «Пригоршня тьмы», в следующем году — роман «Демоны ночи» и переиздаются «Псы Вавилона».